# Merulinidae
Merulinidae là một họ san hô trong bộ Scleractinia.